# آلفين كرودر
آلفين كرودر (بالإنجليزية: Alvin Crowder)‏ هو لاعب كرة قاعدة أمريكي، ولد في 11 يناير 1899 في وينستون-سالم في الولايات المتحدة، وتوفي في 3 أبريل 1972.

## وصلات خارجية
- آلفين كرودر على موقع دوري كرة القاعدة الرئيسي (الإنجليزية)
- آلفين كرودر على موقعبيزبول رفرنس.كوم (الدوري الرئيسي) (الإنجليزية)
- آلفين كرودر على موقعبيزبول رفرنس.كوم (الدوري الثانوي) (الإنجليزية)
- آلفين كرودر على موقع قاعة كارولاينا الشمالية للمشاهير الرياضية (الإنجليزية)